# Aeropuertos de Cúcuta
La ciudad de Cúcuta, en Colombia, ha tenido, a lo largo de su historia, una serie de aeropuertos y aeródromos. Algunos permanecen operativos hoy en día, otros se han ido cerrando por diversos motivos.

## Aeropuerto Internacional Camilo Daza

### Historia
El Aeropuerto Internacional Camilo Daza se inauguró el 10 de octubre de 1971 por el entonces Presidente de la República, Misael Pastrana Borrero y su Ministro de Obras Públicas, Argelino Durán Quintero.
Por iniciativa del entonces Presidente de la Sociedad de Mejoras Públicas Juan Agustín Ramírez Calderón, se dio al aeropuerto el nombre de Camilo Daza como homenaje al pionero de la aviación en Colombia, quien el 2 de septiembre de 1922, surcó los espacios y colinas de Cúcuta, realizando su primer vuelo en el avión Santander, terminando exitosamente. Oficialmente se le dio el nombre de Aeropuerto Internacional Camilo Daza.
Asimismo, la Sociedad de Mejoras Públicas, ese día colocó una placa conmemorativa que dice así:

HOMENAJE A QUIEN EL 2 DE SEPTIEMBRE DE 1922 POR PRIMERA VEZ SOBREVOLO LOS VALLES DE CUCUTA.
(Sociedad de Mejoras Públicas).

El sitio donde hoy está el Aeropuerto Internacional Camilo Daza sirvió de campo de aterrizaje provisional con motivo de la llegada a la ciudad de una escuadrilla aérea comandada por Camilo Daza, y los aviadores Luís Gómez Niño y Andrés Díaz, el día 22 de marzo de 1927.
El periódico EL TRABAJO editorializó así, con motivo de la llegada de la escuadrilla aérea:

VISITA DE LOS AVIADORES.

En el campo preparado al efecto, y entre la general expectativa de un público, aterrizaron ayer en las horas de la mañana los tres aeroplanos pertenecientes a la aviación militar colombiana, hábilmente piloteados por los valerosos y gallardos oficiales Camilo Daza, Luís Gómez Niño y Andrés Díaz, quienes sin miedo al peligro y con arrojo invencible dominaron la altura.

Tal proeza aérea tiene repercusión sonora a todo lo largo del territorio nacional y es prueba elocuente de que el espíritu militar de nuestra patria no declina en lo más mínimo, sino que va abriéndose paso de victoria, hasta alcanzar los timbres de orgullo y honra que le son debidos.
Particularmente el Norte de Santander se llena de justísima alegría, porque es uno de sus brillantes hijos, Camilo Daza, triunfa hoy en el vuelo de cordialidad inter-departamental que están realizando ellos, en bien del país.
Camilo Daza cuenta con condiciones especiales para la carrera que ha elegido, y de ahí, los indiscutibles éxitos obtenidos por él desde cuando con impetuosa voluntad y decidido valor conquistó en esta ciudad y bajo nuestro cielo azul la fama de aviador.

El vuelo a que aludimos ahora, es de propaganda. Otro no menos interesante y peligroso, que dentro de breves días ejecutará el impertérrito Teniente de aviación Santamaría Mancini, a quien ya las aureolas de la gloria han ceñido su frente de joven y pundonoroso militar.

Daza, Gómez Niño y Díaz, pueden sentirse intensamente satisfechos de su magnífica obra, cuyo cumplimiento da a Colombia y muy especialmente, a su ejército e! título de adelantada y digna de llevar, no muy tarde, el cetro de progreso en el concierto de los pueblos latinoamericanos.

Los aviadores salieron de Bucaramanga a las 8 y 45 minutos, invirtiendo en su viaje a Cúcuta menos de 60 minutos, detalle que nos explica el excelente recorrido de las máquinas.

El Trabajo se complace en presentar a los señores Daza, Gómez y Díaz, el más atento saludo de bienvenida, les tributa el aplauso por la realización gloriosa de su vuelo y anhela para ellos la más dichosa permanencia en esta ciudad, donde la gentileza y la hidalguía habrá de brindarles las múltiples atenciones que legítimamente se merecen

El periódico LA TARDE, editorializó así el día de la salida de la ciudad:

LA SALIDA DE LA ESCUADRILLA MILITAR
Después de permanecer once días en esta ciudad, a las 9 a.m. de ayer, la Escuadrilla de aviones militares que comanda el Teniente Camilo Daza, salió rumbo a la población de Arauca en vuelo directo.
Al paso de los tres aviones por sobre la ciudad, la multitud salió a las calles y despidió a los pilotos con fervorosas y constantes aclamaciones que eran contestadas por los viajeros del aire.
LA TARDE, al despedirlos cordialmente, a los Tenientes Daza, Gómez Niño y Díaz y a los mecánicos que integran la tripulación aérea, les desea que su ruta que hoy reemprenden, no tenga accidente alguno.
La intrépida Escuadrilla salió en vuelo de Cúcuta a Arauca realizando un vuelo sin contratiempos y coronado felizmente, según informaciones recibidas por la dirección del periódico La Tarde, suministradas por el Comando del Regimiento Santander, de esta plaza, la Escuadrilla aterrizó en el aeródromo de Arauca, a las 12 y 10 minutos del día con tiempo bueno y cielo despejado. Nos place dar esta noticia a la ciudadanía, pendiente como se halla, de la gira aérea de la Escuadrilla militar, que recorre varias secciones colombianas. Después de permanecer once días en esta ciudad, a las 9 a.m. de ayer la Escuadrilla de aviones militares, que salió rumbo a la población de Arauca. Los aviadores, Camilo Daza, Luís Gómez Niño y Andrés Díaz, piensan recorrer los 400 kilómetros en tres horas. En Arauca los aviadores fueron agasajados por el Vicario Apostólico y por las autoridades civiles y militares.
Primera escuadrilla aérea comandada por los Capitanes Camilo Daza, Andrés Díaz y Gómez Niño, año 1927. Llega a Cúcuta el improvisado aterrizaje.
El 12 de marzo de 1927, los aviadores Daza, Gómez Niño y Díaz, quienes sin miedo al peligro y con arrojo invencible dominaron la altura, aterrizando felizmente en el campo improvisado de “Alonsito”. Tal proeza aérea tuvo su repercusión sonora a todo lo largo del territorio nacional y fue prueba elocuente de la pericia y el valor. Cúcuta y el Norte de Santander, se llena de justísima alegría, porque Camilo Daza es uno de sus brillantes hijos que triunfa para gloria de Colombia.

Actualmente, para el tráfico aéreo, Cúcuta cuenta con su Aeropuerto Internacional Camilo Daza, y el vecino Aeropuerto de San Antonio del Táchira. 
Desde y hacia Cúcuta vuelan diariamente Avianca, Satena, Tas, Lanc, Aerocusiana, Helivalle, Helicol y Aires que vuela desde la capital nortesantandereana hasta Maracaibo en Venezuela, también es usual la llegada de pasajeros en tránsito a San Antonio, Venezuela o el extranjero.

## Aeródromo Los Patios
El Aeródromo de Los Patios está situado al sur de la ciudad. Oficialmente se empezó a construir en el año 1934, siendo presidente de la República Enrique Olaya Herrera y Ministro de Obras Públicas Francisco José Chaux.
La obra prácticamente se terminó en 1937, siendo presidente Alfonso López Pumarejo y Ministro de Obras León Cruz Santos. El ingeniero constructor encargado de la obra fue el Leopoldo Monroy.
Los aviones eran guardados para protegerlos de la intemperie en casonas de zinc llamadas hangares.

## Aeródromo Cazadero
La construcción del Aeródromo Cazadero, se proyectó la obra mucho antes que el de Los Patios, según Acuerdo del Concejo Municipal de Cúcuta N.º 19 del 10 de marzo de 1930, pero esta idea y proyecto de construcción quedó sin ser realizada.

## Aeródromo San Luis
El 12 de enero de 1930, sobrevuela en los espacios de la ciudad el aeroplano de la Compañía de aviación SCADTA (Sociedad colombo-alemana), el avión N.º 9 bautizado La Garza, sufrió una emergencia y aterrizó en la planicie del pueblo de San Luís, (hoy barrio La Libertad). 
Donde aterrizó de emergencia el avión se construyó, según los planos elaborados, el Aeródromo de San Luís con todas las especificaciones de la navegación aérea y se le dio el nombre de Aeródromo Cúcuta como homenaje a la ciudad. Más tarde, el aeródromo fue clausurado por orden del gobierno debido a las fuertes corrientes de viento que soplaban amenazando y poniendo en peligro a los aviones.
hoy en día no queda ningún rastro histórico de  las primeras instalaciones construidas en el barrio la libertad.  en julio de 1976  en la construcción del hoy llamado la urbanización  torcoroma dio como resultado la demolición de una casa llamada  casa blanca donde  funcionaron las primeras oficinas del aeropuerto de Cúcuta

## Avianca
La compañía de aviación Avianca, que había remplazado a la Compañía SCADTA, compró al señor Nava Olarte por escritura pública el 7 de enero de 1931, los terrenos llamados Tutumito en Cazadero, situado al norte de la ciudad y sobre la carrilera del Ferrocarril de Cúcuta, vía a Puerto Villamizar.
Iniciación de los trabajos de la construcción del Campo de Cazadero; se empezaron aceleradamente el 28 de julio de 1944, y se dio al servicio provisionalmente a fines del año 1945. Oficialmente se llamó Cazadero.